# Území chráněné pro akumulaci povrchových vod
Území chráněné pro akumulaci povrchových vod (používána zkratka LAPV, lokalita pro akumulaci povrchových vod) je označení pro území České republiky, na němž je stanovena územní ochrana povolující pouze takové činnosti, které „neznemožní nebo podstatně neztíží její budoucí využití pro akumulaci povrchových vod“. K tomuto účelu musí být území vhodné po stránce morfologické, geologické a hydrologické.
„Území chráněné pro akumulaci povrchových vod“ je legislativní pojem stanovený ve vodním zákoně, do něhož byl doplněn při jeho novelizaci v roce 2008.

## Generel LAPV
Jednotlivé oblasti jsou uvedeny v Generelu území chráněných pro akumulaci povrchových vod (označovaném jako Generel LAPV), který připravuje Ministerstvo zemědělství po dohodě s Ministerstvem životního prostředí. Účelem územní ochrany lokalit zahrnutých v Generelu je, aby tyto lokality mohly být v dlouhodobém časovém horizontu využity v případě potřeby pro výstavbu vodních nádrží. Ty by sloužily jako jedno z adaptačních opatření v souvislosti se současnou změnou klimatu a přistoupilo by se k nim poté, co by došlo k vyčerpání jiných možností. Nejedná se tedy o seznam plánovaných nádrží.
První verze Generelu LAPV byla zveřejněna roku 2011. Při jeho přípravě se vycházelo ze seznamu 186 lokalit pro Plán hlavních povodí ČR. Po jejich posouzení bylo do Generelu LAPV zahrnuto 65 lokalit, naopak vynechány byly oblasti, v nichž územní ochranu zaručoval zákon o ochraně přírody a krajiny.

## Realizace vodních nádrží
Výstavba vodní nádrže je k roku 2021 plánována na jedné lokalitě Generelu LAPV – v roce 2015 zahájilo ministerstvo zemědělství přípravu realizace na území LAPV Vlachovice. V témže roce započaly přípravné práce také pro lokalitu Pěčín, ty však byly roku 2018 pozastaveny.

## Seznam LAPV v Generelu z roku 2011[7]
| název LAPV        | plocha lokality (ha) | vodní tok           | kraj                              | mapa    |
| ----------------- | -------------------- | ------------------- | --------------------------------- | ------- |
| Amerika           | 206,4                | Klabava             | Středočeský                       | Mapy.cz |
| Babí              | 59,4                 | Babí potok          | Královéhradecký                   | Mapy.cz |
| Bednárec          | 87,9                 | Žirovnice           | Jihočeský                         | Mapy.cz |
| Borovnice         | 102,7                | Svratka             | Vysočina, Pardubický              | Mapy.cz |
| Březí             | 71,7                 | Klejnárka           | Středočeský                       | Mapy.cz |
| Budislav          | 126,6                | Černovický potok    | Jihočeský                         | Mapy.cz |
| Čachrov           | 148,1                | Ostružná            | Plzeňský                          | Mapy.cz |
| Čučice            | 254,7                | Oslava              | Jihomoravský, Vysočina            | Mapy.cz |
| Dlouhá Loučka     | 37,5                 | Huntava             | Olomoucký                         | Mapy.cz |
| Dolní Bolíkov     | 154,4                | Bolíkovský potok    | Jihočeský                         | Mapy.cz |
| Doubravčany       | 53,7                 | Výrovka             | Středočeský                       | Mapy.cz |
| Dvorečky          | 152,2                | Velká Libava        | Karlovarský                       | Mapy.cz |
| Fořt              | 134,4                | Čistá               | Královéhradecký                   | Mapy.cz |
| Hanušovice        | 533,9                | Morava              | Olomoucký                         | Mapy.cz |
| Hlubocká Pila     | 77,5                 | Liboc               | Karlovarský                       | Mapy.cz |
| Horní Kounice     | 97,4                 | Rokytná             | Jihomoravský, Vysočina            | Mapy.cz |
| Horní Lomná       | 78,2                 | Lomná               | Moravskoslezský                   | Mapy.cz |
| Hořička           | 269,1                | Ležák               | Pardubický                        | Mapy.cz |
| Hoštejn           | 489,3                | Březná              | Pardubický, Olomoucký             | Mapy.cz |
| Hradiště          | 180,5                | Černá               | Jihočeský                         | Mapy.cz |
| Hrachov I         | 43,5                 | Brzina              | Středočeský                       | Mapy.cz |
| Hrachov II        | 77,3                 | Brzina              | Středočeský                       | Mapy.cz |
| Chaloupky         | 193                  | Rolava              | Karlovarský                       | Mapy.cz |
| Jangelec          | 193,3                | Loučná              | Pardubický                        | Mapy.cz |
| Javornice         | 103,4                | Javornice           | Plzeňský, Středočeský             | Mapy.cz |
| Kladruby          | 305,5                | Úhlavka             | Plzeňský                          | Mapy.cz |
| Klanečná          | 128,9                | Úsobský potok       | Vysočina                          | Mapy.cz |
| Kleštěnice        | 62,3                 | Jalový potok        | Středočeský                       | Mapy.cz |
| Kočov I           | 99,8                 | Mže                 | Plzeňský                          | Mapy.cz |
| Kočov II          | 214,6                | Sedlišťský potok    | Plzeňský                          | Mapy.cz |
| Kryry             | 73,4                 | Podvinecký potok    | Ústecký                           | Mapy.cz |
| Kuřimské Jestřabí | 87,6                 | Libochovka          | Jihomoravský                      | Mapy.cz |
| Lukavice          | 69,5                 | Kněžná              | Královéhradecký                   | Mapy.cz |
| Mětikalov         | 32                   | Liboc               | Karlovarský                       | Mapy.cz |
| Myslín            | 167,3                | Skalice             | Jihočeský, Středočeský            | Mapy.cz |
| Nihošovice        | 75,8                 | Peklov              | Jihočeský                         | Mapy.cz |
| Ondřejovice       | 170,8                | Jelenka             | Plzeňský                          | Mapy.cz |
| Otaslavice        | 101,8                | Brodečka            | Jihomoravský, Olomoucký           | Mapy.cz |
| Pěčín             | 80                   | Zdobnice            | Královéhradecký                   | Mapy.cz |
| Písečná           | 63,1                 | Potočnice           | Pardubický                        | Mapy.cz |
| Plaveč            | 79,5                 | Jevišovka           | Jihomoravský                      | Mapy.cz |
| Podlesný mlýn     | 30,4                 | Velička             | Olomoucký                         | Mapy.cz |
| Podolí            | 85,9                 | Mastník             | Středočeský                       | Mapy.cz |
| Poutnov           | 123,4                | Teplá               | Karlovarský                       | Mapy.cz |
| Radkovy           | 117,3                | Dolnonětčický potok | Olomoucký                         | Mapy.cz |
| Rajnochovice      | 90,7                 | Juhyně              | Zlínský                           | Mapy.cz |
| Rychmburk         | 79,1                 | Krounka             | Pardubický                        | Mapy.cz |
| Rychtářov         | 52,6                 | Velká Haná          | Jihomoravský                      | Mapy.cz |
| Spačice           | 44,8                 | Doubrava            | Vysočina, Pardubický              | Mapy.cz |
| Spálené           | 102,1                | Opavice             | Moravskoslezský                   | Mapy.cz |
| Spálov            | 868,1                | Odra                | Moravskoslezský, Olomoucký        | Mapy.cz |
| Strážiště         | 379,9                | Střela              | Plzeňský                          | Mapy.cz |
| Stříbrné Hory     | 127,3                | Borovský potok      | Vysočina                          | Mapy.cz |
| Šipín             | 210,7                | Úterský potok       | Plzeňský                          | Mapy.cz |
| Šternberk         | 64,8                 | Sitka               | Olomoucký                         | Mapy.cz |
| Štěpánov          | 235,7                | Sázavka             | Vysočina                          | Mapy.cz |
| Terezín           | 316,3                | Trkmanka            | Jihomoravský                      | Mapy.cz |
| Tuchoraz          | 88,4                 | Šembera             | Středočeský                       | Mapy.cz |
| Úsobrno           | 38,3                 | Úsobrnka            | Jihomoravský, Olomoucký           | Mapy.cz |
| Větší Vltavice    | 306,7                | Větší Vltavice      | Jihočeský                         | Mapy.cz |
| Vlachovice        | 156,3                | Vlára               | Zlínský                           | Mapy.cz |
| Všeruby           | 68,1                 | Třemošná            | Plzeňský                          | Mapy.cz |
| Vysočany          | 146,4                | Želetavka           | Jihomoravský, Vysočina, Jihočeský | Mapy.cz |
| Žamberk           | 190                  | Rokytenka           | Královéhradecký, Pardubický       | Mapy.cz |
| Želešice          | 79,6                 | Bobrava             | Jihomoravský                      | Mapy.cz |